# Калье-є Асадабад
Калье-є Асадабад (перс. قلعه اسداباد) — село в Ірані, у дегестані Дегчаль, у Центральному бахші, шагрестані Хондаб остану Марказі. За даними перепису 2006 року, його населення становило 67 осіб, що проживали у складі 18 сімей.

## Клімат
Середня річна температура становить 11,72 °C, середня максимальна – 30,50 °C, а середня мінімальна – -10,75 °C. Середня річна кількість опадів – 273 мм.
| Клімат поселення                              | Клімат поселення | Клімат поселення | Клімат поселення | Клімат поселення | Клімат поселення | Клімат поселення | Клімат поселення | Клімат поселення | Клімат поселення | Клімат поселення | Клімат поселення | Клімат поселення | Клімат поселення |
| Показник                                      | Січ.             | Лют.             | Бер.             | Квіт.            | Трав.            | Черв.            | Лип.             | Серп.            | Вер.             | Жовт.            | Лист.            | Груд.            |                  |
| Середній максимум, °C                         | 8,68             | 10,36            | 14,77            | 19,66            | 23,32            | 30,50            | 30,44            | 30,00            | 25,64            | 20,64            | 13,74            | 8,14             |                  |
| Середня температура, °C                       | −1,03            | 0,65             | 5,05             | 9,96             | 13,61            | 20,78            | 24,29            | 23,84            | 19,49            | 14,47            | 7,57             | 1,97             |                  |
| Середній мінімум, °C                          | −10,75           | −9,06            | −4,66            | 0,24             | 3,90             | 11,07            | 18,11            | 17,67            | 13,31            | 8,31             | 1,41             | −4,2             |                  |
| Норма опадів, мм                              | 44               | 32               | 47               | 37               | 37               | 10               | 0                | 0                | 1                | 5                | 23               | 37               |                  |
| Середньомісячна швидкість вітру, м/с          | 1.41             | 2.04             | 2.93             | 2.86             | 2.60             | 2.50             | 2.51             | 2.49             | 2.30             | 2.20             | 1.98             | 1.30             |                  |
| Середньомісячна сонячна радіація, кДж/м²·день | 9073             | 12275            | 14724            | 18176            | 22322            | 27021            | 26001            | 23990            | 20980            | 15428            | 10881            | 8950             |                  |
| --------------------------------------------- | ---------------- | ---------------- | ---------------- | ---------------- | ---------------- | ---------------- | ---------------- | ---------------- | ---------------- | ---------------- | ---------------- | ---------------- | ---------------- |
| Джерело:                                      |                  |                  |                  |                  |                  |                  |                  |                  |                  |                  |                  |                  |                  |